# Производство на тютюневи изделия
Производството на тютюневи изделия е един от 34-те подотрасъла на преработващата промишленост в Статистическата класификация на икономическите дейности за Европейската общност.
Секторът обхваща производството на годни за консумация продукти от тютюн или негови заместители – цигари, пури, емфие, тютюн за дъвчене и други.
В България към 2019 година в отрасъла са заети около 1900 души (74% от тях в област Пловдив), а обемът на продажбите му е 434 млн. лева. Най-големите предприятия са „Сокотаб“ в Радиново, Пловдивско, „Благоевград-БТ“ в Благоевград и „КТ Интернешънъл“ в Пловдив.